# 安德烈斯·金塔納羅奧運動場
安德烈斯·金塔納羅奧運動場（西班牙語：Estadio Olímpico Andrés Quintana Roo）是位於墨西哥金塔納羅奧州坎昆的運動場，擁有18,844個座位。
運動場於2007年8月11日落成，現為墨西哥足球拓展聯賽球會坎昆足球俱樂部及墨乙球會Pioneros de Cancún的主場。